# Peter von Kant
Peter von Kant és una pel·lícula francesa del 2022 escrita, produïda i dirigida per François Ozon. És una adaptació de l'obra Les amargues llàgrimes de Petra von Kant de Rainer Werner Fassbinder, ja portada a la pantalla en una pel·lícula estrenada l'any 1972. La pel·lícula va inaugurar el 72è Festival Internacional de Cinema de Berlín. S'ha doblat i subtitulat al català.

## Argument
A la Colònia de la dècada del 1970, Peter von Kant és un director de cinema cada cop més exitós a quaranta anys. Després d'haver viscut una història d'amor difícil, ara viu amb el seu ajudant Karl, qui el complau mentre aquell el maltracta.
A través de Sidonie, una famosa actriu a qui havia fet debutar en el passat, coneix el jove i atractiu Amir. S'enamora d'ell i li dona el paper protagonista en una pel·lícula. No obstant això, Amir el deixa per anar a buscar la seva esposa, provocant la desesperació de Peter. Gràcies al suport de la seva mare, trobarà la força per recuperar-se d'aquesta nova ruptura.

## Producció
Aquesta és la segona adaptació de François Ozon de l'univers de Fassbinder després de Tropfen auf heiße Steine a Gouttes d'eau sur pierre brûlantes (2000). Ozon va transposar el títol al masculí i els gèneres dels personatges s'inverteixen respecte de l'obra original.
François Ozon va treballar per primera vegada amb Isabelle Adjani i amb Denis Ménochet per tercera vegada, després de Dans la maison (2012) i Grâce à Dieu (2018).
Hanna Schygulla, que interpreta el paper de la mare del personatge principal, va interpretar a Les amargues llàgrimes de Petra von Kant el paper de la jove Karin, el personatge equivalent a Amir.
Isabelle Adjani interpreta una de les cançons de la pel·lícula, «Jeder tötet was er liebt». Es tracta d'un homenatge a Fassbinder, havent estat aquesta cançó cantada en anglès, «Each Man Kills The Things He Loves», per Jeanne Moreau a Querelle, l'última pel·lícula del director.
El cartell de Peter von Kant és una picada d'ullet al que va signar Andy Warhol per a Querelle (1982). En un segon cartell, els quatre personatges principals estan representats a la manera de la famosa serigrafia de l'artista estatunidenc en homenatge a Marilyn Monroe.

## Premis i nominacions

### Nominacions
César 2023:
- Millor actor per Denis Menochet
- Millor actor revelació per Stefan Crepon